# United Nations Foundation

Logo der Stiftung

Die United Nations Foundation ist eine unabhängige Stiftung, die mit ihrer Arbeit die Ziele der Vereinten Nationen fördern will.
Gegründet wurde sie 1998, als Ted Turner eine Milliarde Dollar als Stiftungskapital zur Unterstützung der UN, ihrer Ideale und Aktivitäten zur Verfügung stellte. Die Stiftung gründet und fördert Public Private Partnerships, die sich drängenden Problemen der Welt widmen. Die UN Foundation ist eine gemeinnützige Organisation.
Präsidentin ist Elizabeth Cousens, Vorgänger waren Kathy Calvin und der vom Vorstandsvorsitzenden Turner ausgewählte frühere Kongressabgeordnete und Senator von Colorado Tim Wirth.